# نووترویتسکویه (شهرستان بلاگووشچنسکی، استان آمور)
نووترویتسکویه (به لاتین: Novotroitskoye) یک منطقهٔ مسکونی در روسیه است که در استان آمور واقع شده‌است.